# BwConsulting
Die BwConsulting GmbH ist das Inhouse-Beratungsunternehmen im Geschäftsbereich des deutschen Bundesministeriums der Verteidigung. Als Beteiligungsgesellschaft des Bundes ist sie Teil des Verteidigungsressorts, alleiniger Gesellschafter ist der Bund, vertreten durch das Bundesministerium der Verteidigung. Die BwConsulting berät in Projekten, die vom Lenkungsausschuss des Verteidigungsministeriums priorisiert wurden, mit methodischen und fachlichen Kenntnissen.
Die BwConsulting GmbH wurde am 11. Januar 2017 aus der Gesellschaft für Entwicklung, Beschaffung und Betrieb mbh (g. e. b. b.) neufirmiert.

## Aufgabe und Beratungsfelder
Aufgabe der BwConsulting ist die Beratung von Projekten im Geschäftsbereich des Bundesministeriums der Verteidigung, die vom Lenkungsausschuss des Ministeriums priorisiert wurden. Das Unternehmen erbringt methodische Beratungsleistungen in den drei Feldern Strategie & Steuerung, Prozesse & Organisation und Projektmanagementberatung. In die Beratungsarbeit auf diesen drei Feldern werden auch fachliche Kenntnisse aus relevanten Branchen integriert, beispielsweise IT-, Personal- oder Supply Chain Management.
Im Fokus des Beratungsfelds Strategie & Steuerung stehen die Strukturierung von Planungsprozessen, Fragen im Kontext von Governance und Digitalisierung oder die Entwicklung von Zielsystemen.
Im Beratungsfeld Prozesse & Organisation findet Beratung zu den Themen Prozessmanagement, Kooperationsmanagement, Reorganisation sowie Organisationsentwicklung statt.
Schwerpunkte des Beratungsfelds Projektmanagementberatung bilden wechselnde Rüstungsprojekte im Bundesamt für Ausrüstung, Informationstechnik und Nutzung der Bundeswehr.

## Beschreibung der damaligen g.e.b.b.
Ziel der g.e.b.b. war es, die Bundeswehr von Aufgaben, die nicht militärische Kernaufgaben sind, zu entlasten und Impulse für Modernisierungs- und Einsparbemühungen in der Bundeswehr zu geben. Dabei war die g.e.b.b. als Denkfabrik aktiv und sollte als sogenannter „Motor der Modernisierung“ wirken. Gemeinsam mit dem Bundesministerium der Verteidigung sollte sie Modelle für wirtschaftliche Lösungen für die Service-Bereiche erarbeiten und Unterstützung bei der Umsetzung leisten. Die dabei erarbeiteten Lösungsoptionen reichten generell von Empfehlungen zur Optimierung innerhalb der Streitkräfte über öffentlich-private Partnerschaften (ÖPP) bis hin zur Vollprivatisierung. Zu den Servicebereichen, die nicht-militärische Aufgaben enthalten, gehören z. B. das Fuhrparkmanagement, das Bekleidungswesen und der Verpflegungsbereich.

## Ziele bei der Unternehmensgründung
Im Rahmenvertrag zwischen dem Bundesministerium der Verteidigung (BMVg) und der Wirtschaft, „Innovation, Investition und Wirtschaftlichkeit in der Bundeswehr“ vom 15. Dezember 1999, wurde die Gründung einer Agentur beschlossen. Ihre Aufgabe sollte gemäß diesem Vertrag darin bestehen, gesellschaftsrechtliche Lösungen für Servicefunktionen der Bundeswehr unter Beteiligung der Wirtschaft zu initiieren und umzusetzen.
Ihre Grundidee ist unter dem damaligen Verteidigungsminister Rudolf Scharping entwickelt worden. Mit der Privatisierung wurde das Ziel verfolgt, eine Einsparung von einer Milliarde DM im ersten Jahr des Bestehens der g.e.b.b. zu erreichen. Zu den Aufgaben sollten das Immobilienmanagement, der Fuhrpark und die Beschaffung zählen, Aufgaben die zu jener Zeit von der Territoriale Wehrverwaltung wahrgenommen wurden. Die Planung für das Projekt lieferte die Unternehmensberatung Roland Berger. Später sollte sie 14 Geschäftsfelder, darunter auch Dienstreisen und Krankenhäuser, besitzen mit einem Einsparpotential von 1,9 Milliarden Euro jährlich. Ursprünglich war ein Börsengang der g.e.b.b. als Holdinggesellschaft der privatisieren Servicebereiche geplant. Diese Ideen passten in die Zeit der großen Privatisierungen wie zum Beispiel die Deutsche Bundespost.

## Tätigkeiten
2002 wurde nach Plänen der g.e.b.b. die BwFuhrparkService GmbH (BwFPS) gegründet, dieser verwaltet den gesamten zivilen und militärischen Fuhrpark für die Bundeswehr. Die Anteile des Bundes werden zu 24,9 % mittelbar über die Deutsche Bahn und zu 75,1 % direkt von der Bundesrepublik Deutschland gehalten.
Ebenfalls 2002 wurde auf Empfehlung der g.e.b.b. die LH Bundeswehr Bekleidungsgesellschaft mbH (LHBw) gegründet, an der der Bund mit einer Minderheitsbeteiligung von 25,1 % beteiligt ist. Die private LH Bekleidungsgesellschaft mbH (LHB) hält die restlichen Anteile. Die Gesellschaft betreibt die Bekleidungswirtschaft der Bundeswehr.
Das an mehreren Bundeswehrstandorten in Bayern betriebene Pilotprojekt zum kostengünstigeren Betrieb von Truppenküchen wurde im Jahr 2007 einseitig vom zivilen Vertragspartner, der Dussmann-Gruppe, gekündigt.
Das Unternehmen bemühte sich weiterhin um die Erschließung zusätzlicher Einnahmequellen für die Bundeswehr, wie sie sich z. B. aus der Vermietung von Masten in Kasernen an Mobilfunkunternehmen oder auch aus der Verpachtung von Parzellen auf Übungsplätzen an Windkraftanlagenbetreiber ergeben.
Die zunächst für das Ministerium wahrgenommene Holdingfunktion bestand seit 2006 nicht mehr. Das Ministerium verwaltet die Gesellschaftsanteile der anderen Beteiligungsgesellschaften (Eigentümer ist die Bundesrepublik Deutschland) über die im Jahr 2006 im Ministerium neu geschaffene Abteilung Modernisierung mittlerweile wieder vollständig selbst. Damit ist man von den Zielen bei der Unternehmensgründung abgerückt.
Seit dem 1. Juni 2008 ist die Gesellschaft nicht mehr für die Entwicklung und Vermarktung von Liegenschaften im Geschäftsbereich des Ministeriums verantwortlich. Diese Aufgabe ist auf die Bundesanstalt für Immobilienaufgaben (BImA) übergegangen.

## Unternehmensbereiche

### Immobilien
Die Bundeswehr ist Deutschlands größter Immobiliennutzer, jährlich kostet dieser Aufgabenbereich das Verteidigungsministerium 5 Mrd. Euro. Eigentümer der Immobilien ist die Bundesanstalt für Immobilienaufgaben, deswegen ist jedes Jahr eine Miete von 2 Mrd. Euro fällig. Bei einem so großen Budget ist es notwendig und sinnvoll, wenn mit modernen betriebswirtschaftlichen Konzepten gearbeitet wird. Die g.e.b.b. unterstützte die Wehrverwaltung mit Erarbeitung von Beschaffungsvarianten (Verpflegung, Inneneinrichtung), der optimale Liegenschaftsbetrieb im Inland sowie im Einsatz, die Einführung und Entwürfen für (Teil-)Privatisierungen von Dienstleistungen im Gebäudebereich. Neben der kaufmännischen Beratung fand auch eine technische Beratung statt: Optimale Sanierung von Gebäuden mit Hilfe von Energieeffizienzmodellen, Ausbau erneuerbare Energien, Abfallwirtschaft und die technische Ausstattung für Überwachungs- und Sicherheitstechnik von Kasernen.

### Logistik
In der Materiallogistik wurde die Truppe beraten, um Know-how aus dem Logistikmanagement für die logistischen Prozesse der Bundeswehr zu nutzen. Ziel war es, dass die Bundeswehr befähigt wird, Prozess- und Organisationsanalysen eigenständig durchzuführen. Das „Zentrales Bundeseigenes Lager (ZEBEL)“ ist ein von den privatwirtschaftlichen Unternehmen ESG geführtes Zentrallager für alle Ersatzteile alle Landfahrzeuge des deutschen Heeres (Kettenfahrzeuge, Radfahrzeuge) bevorratet. Dieses und ähnliche Konzepte für andere Teilstreitkräfte wurden von der g.e.b.b. konzipiert. Gemeinsam mit der Universität der Bundeswehr München wurde eine Transferstelle Defence Supply Chain Management eingerichtet, die in München beheimatet ist. Ziel ist es, Erkenntnisse der Wissenschaft für die Bundeswehr in praxistaugliche Anwendungen umzuwandeln.
Dem Logistikbereich war die Fuhrparkverwaltung zugeordnet, die operativ von der BwFuhrparkService GmbH (BwFPS) durchgeführt wird. Die Bekleidungswirtschaft gehörte auch diesen Bereich, das Unternehmen LH Bundeswehr Bekleidungsgesellschaft mbH ist verantwortlich. In Zukunft sollte zu der Bekleidungswirtschaft auch die persönliche ABC Schutzausrichtung gehören. Bei der Beschaffung sollte mehr auf Lösungen zurückgegriffen werden, die bereits auf dem Markt erhältlich sind.
Für das Waffensystem Airbus A400M wurde ein Plan entwickelt, was die Luftwaffe in Zukunft eigenverantwortlich in Stand setzt und was an die Industrie ausgelagert werden kann, ohne dass die militärische Einsatzfähigkeit leidet. Für alle Landfahrzeuge des Heeres gab es ein noch umfangreicheres Programm mit den Namen Instandhaltungsmodell 2013+, dass prüfte, wie man Beschaffung, Lagerwirtschaft und Instandsetzung effizient und gleichzeitig einsatzkonform modernisieren kann.

### Organisationsmanagement
Das Controlling sollte weiter ausgebaut werden. Dafür wurde ein auf die Anforderungen des Verteidigungsministeriums gerichtetes Zielsystem entwickelt, indem alle Prozesse wiedergegeben wurden. Im Zuge der Neuausrichtung der Bundeswehr wurden auch alle Prozesse neu dargestellt. Da es immer wieder zu Verspätungen und Verteuerungen bei Rüstungsprojekten kam, wurde 2010 eine Abteilung für Rüstungscontrolling geschaffen, das die bekannten Probleme angehen sollte. 2012 kam eine weitere Abteilung für das Informationsmanagement hinzu.
Ab 2015  sollte das Kompetenzzentrum Travel Management Bundeswehr(KompZ TM Bw) alle Dienstreisen organisatorisch begleiten. Diese neue Einrichtung sollte sich von ihrem Vorgänger dadurch abheben, dass sie eine privatwirtschaftlich geprägte Dienstleistungsorganisation mit ausgeprägtem Servicecharakter ist.
Zur Unterstützung der Organisation der Bundeswehr wurde die zivile IT der Bundeswehr seit 2006 unter dem Namen HERKULES modernisiert. Die g.e.b.b. begleitete die Modernisierung bis zum planmäßigen Auslaufen des Projektes 2016. Zurzeit wird über ein Nachfolgeunternehmen beraten.

### Personal
Das Unternehmen beriet die Bundeswehr bei der Nachwuchsgewinnung. Man verbesserte die Qualität der (zivilen) Ausbildung der Bundeswehr, um neuen Nachwuchs zu gewinnen und im aktiven Dienst davon zu profitieren. Dies sollte durch einen Transfer von Wissen und Methoden aus der Privatwirtschaft möglich werden. Man prüfte bei verschiedenen hochspezialisierten Ausbildungen (Flugsicherung, „Überleben auf See“) die Auslagerung in die Privatwirtschaft oder zu verbündeten Streitkräften, da die Geschwindigkeit der technologischen Entwicklung und der aufgrund der Verringerung des Personalumfangs nunmehr geringere Teilnehmerumfang von Seiten der Bundeswehr eine wirtschaftliche und moderne Ausbildung in Frage stellte. Um ein attraktiver Arbeitgeber zu sein, stand zudem der Ausbau der Kinderbetreuung von Soldaten im Vordergrund.

## Kritik
Die Privatisierungserlöse konnten im ersten Jahr nicht erreicht werden und wurden auch in den Folgejahren nicht erreicht. Im Zusammenhang mit den Kosten, die durch die Errichtung des Unternehmens entstanden, kam es zu harscher Kritik seitens der damaligen Opposition. Das Unternehmen benötigte knapp zwei Jahre, bis die Einspareffekte die Kosten überstiegen. Fortan konnte der positive Saldo stets verbessert werden. Im Jahr 2003 standen den 89 Millionen Euro Privatisierungskosten schon etwa 403 Millionen Euro an Aufwandssenkungen gegenüber.
In der Politik wurde darum gerungen, wie sich die Bemessungsgrundlagen für Aufwandssenkungen herleiten lassen. Hier traf die Kameralistik der staatlichen Verwaltung auf die Doppik der Privatwirtschaft. Die hiermit einhergehenden Verständnisprobleme wollte die g.e.b.b. als Vermittler zwischen der Wirtschaft und der Bundeswehr lösen helfen.
Es entstand eine Konkurrenzsituation zwischen den bundeswehreigenen Service-Bereichen und privaten Anbietern, insbesondere für die Territoriale Wehrverwaltung. Vor der Gründung der g.e.b.b. besaß die Bundeswehr bei vielen Leistungen ein Monopol. Die Territoriale Wehrverwaltung reagierte auf die Konkurrenzsituation mit sogenannten „eigenoptimierten Betriebsmodellen“, um sich damit dem drohenden Outsourcing entgegenzustellen. Der Pilotbetrieb von Truppenküchen, in dem die Wirtschaftlichkeit im Vergleich zu externen Anbietern nachgewiesen werden sollte, war hierfür ein Beispiel. Der Testlauf der Truppenküchen durch einen privaten Betreiber wurde von diesem abgebrochen, da die Gesamtumstände nicht mit einer privaten Kantine zu vergleichen gewesen seien und damit ein nicht vorhersehbares Risiko bei der Planung gegeben war. Als Beispiel wurde der simple Fakt angegeben, dass es Soldaten erlaubt gewesen sei, vom Frühstück und Abendessen noch Verpflegung mitzunehmen, dies war nicht bekannt und konnte nicht eingeplant werden.
In den von Privatisierungsüberlegungen betroffenen Bereichen der Wehrverwaltung gab es regelmäßig auch Verunsicherung und Zukunftsängste.

## Korruptionsvorwürfe
Die Antikorruptions-Abteilung „Ermittlung Sondersachen“ des Bundesministeriums der Verteidigung ermittelte im Mai 2012 wegen des Verdachts der Korruption gegen die g.e.b.b. Der Vorwurf lautete, dass überteuerte Beratungsverträge mit der Geschäftsführung nahestehenden Personen abgeschlossen wurden. In der Kritik stand auch die Personalpolitik des Unternehmens: Ehemalige Mitarbeiter von privaten Beratungsgesellschaften waren zur g.e.b.b. gewechselt und hatten dort in ihrer neuen Funktion Aufträge an ihre alten Unternehmen vergeben. Nach Ermittlungen gegen drei Spitzenvertreter der g.e.b.b. wurden diese im April 2013 freigestellt.
Der damalige verteidigungspolitische Sprecher der SPD, Rainer Arnold, verlangte die Abwicklung der g.e.b.b.